# Эпифитотия
Эпифито́тия (также эпифити́я, от греч. ἐπι — на, среди; φυτόν — растение) — распространение в течение определённого времени инфекционной болезни растений (в том числе сельскохозяйственных) на значительной территории. Термин образован по аналогии с терминами «эпидемия» и «эпизоотия». ГОСТ 21507-2013 определяет эпифитотию как массовое заболевание растений.
Эпифитотии на начальном этапе обычно протекают по схожему сценарию: фитопатогенные микроорганизмы на начальном этапе распространены на очень ограниченных по площади территориях (очагах); при стечении определённых условий (накопление достаточного количества фитопатогенов в местах их резервации, соответствующая погода, достаточный объём растений, восприимчивых к данной болезни) они начинают быстро распространяться, создавая при этом новые очаги — существенно более крупные по сравнения с начальными.
В виде эпифитотий могут проявляются такие фитозаболевания, как ржавчина хлебных злаков, головня хлебных злаков, фитофтороз картофеля, парша яблони, увядание хлопчатника, шютте снежное, шютте обыкновенное и др.
В прошлом эпифитотии могли привести к полной или почти полной потере урожая определённой культуры: так было с картофелем в Ирландии в 1840-х годах, погибшем от фитофтороза, с урожаем подсолнечника, погибшего от ржавчины в 1860-х годах в России. Наибольшая по распространению эпифитотия, охватывающая много стран или даже континентов, называется панфитотией; её примером может служить гибель виноградников в середины XIX века от мучнистой росы сначала во Франции, а позже и в некоторых других европейских странах.
Изучением эпифитотий занимается эпифитотиология — наука, которая изучает различные вопросы эпифитотических процессов, в том числе определяет факторы, влияющие на возникновение и развитие эпифитотий.